# ال کاجون (کالیفرنیا)
ال کاجون (به انگلیسی: El Cajon) شهری در شهرستان سن دیه‌گو، کالیفرنیا ایالت کالیفرنیا است که در سرشماری سال ۲۰۱۰ میلادی، ۹۹۴۷۸ نفر جمعیت داشته است.